# ウール・グロスバード
ウール・グロスバード（Ulu Grosbard、1929年1月9日 - 2012年3月19日）は、ベルギー、アメリカ合衆国の映画監督。

## 監督作品
- ディープエンド・オブ・オーシャン
- ジョージア
- 恋におちて
- 告白
- ストレート・タイム
- ケラーマン